# 一氟三氯甲烷
一氟三氯甲烷，又称氟利昂-11，分子式CFCl3。

## 性质
一氟三氯甲烷在低于23.7°C时为液体，呈无色，易挥发，微有醚的臭味。不可燃，但在高温下可分解产生有害物质。几乎不溶于水，溶于乙醇、乙醚和其他有机溶剂中。毒性比二氧化碳和氯代烃低，但有报道其浓度在10％以上时，可引起兴奋、痉挛，并最后陷入麻醉状态。

## 制备
由四氯化碳和氢氟酸在五氯化锑催化下进行反应再经分馏而得。
{\displaystyle \ CCl_{4}+HF\ {\xrightarrow[{80^{o}C,709.1kPa}]{SbCl_{5}}}\ CCl_{3}F+HCl}

## 用途
用作制冷剂、气雾剂、灭火剂、干洗剂和发泡剂等。对臭氧层有损耗作用，對臭氧的破壞比大多數的冷媒都要嚴重，臭氧破壞潛勢（ODP）定義為1.0。美國已在1995年停用一氟三氯甲烷。

## 禁用
在1987年蒙特利尔议定书中，一氟三氯甲烷被列入禁用名单。然而2018年人们注意到一氟三氯甲烷在大气中的浓度的下降比预期要慢。有消息指中国仍将其广泛用于建筑工业作为聚氨酯泡沫保温的发泡剂。
发表于2019年《自然》杂志的研究发现一氟三氯甲烷的排放集中在中国东部的山东省和河北省。